# Фалин, Алексей Иванович
Алексей Иванович Фалин (8 октября 1908, Серёдка, Ярославская губерния — 5 ноября 1943, Святошино) — командир танка 306-го танкового батальона 53-й гвардейской танковой бригады 6-го гвардейского танкового корпуса 3-й гвардейской танковой армии 1-го Украинского фронта, лейтенант. Герой Советского Союза.

## Биография
Родился 8 октября 1908 года в деревне Середка Мологского уезда Ярославской губернии (ныне — Некоузского района Ярославской области) в крестьянской семье. Русский. Окончил 5 классов. Работал в сельском хозяйстве, на заводе в Ленинграде.
В Красной армии в 1930—1932 годах и с 1939 года. Участник советско-финской войны 1939—1940 годов. В 1940 году окончил курсы младших лейтенантов. На фронте в Великую Отечественную войну с 1941 года.
Командир танка 306-го танкового батальона лейтенант Алексей Фалин отличился в боях за освобождение столицы Украины города Киева.
5 ноября 1943 года он первым со своим танковым экипажем ворвался в село Святошино, подбил два штурмовых орудия, четыре бронетранспортёра, перерезал участок шоссе Киев—Житомир, блокировав пути отхода противнику.
В этом бою офицер-танкист погиб. Похоронен в городе Киеве на Святошинском кладбище.
Указом Президиума Верховного Совета СССР от 3 июня 1944 года за образцовое выполнение боевых заданий командования на фронте борьбы с немецко-фашистским захватчиками и проявленные при этом мужество и героизм лейтенанту Фалину Алексею Ивановичу посмертно присвоено звание Героя Советского Союза.
Награждён орденом Ленина.
В селе Рожалово Некоузского района Ярославской области установлена мемориальная доска, а местная школа носит имя Героя.